# SN 1572
SN 1572, ook wel de Ster van Tycho genoemd, was een supernova in het sterrenbeeld Cassiopeia die in 1572 intensief door Tycho Brahe werd bestudeerd.

## Ontdekking
SN 1572 werd waarschijnlijk voor het eerst opgemerkt door Wolfgang Schuler op 6 november 1572 ongeveer 7°,7 ten noorden van de ster α Cassiopeiae. De Deense astronoom Tycho Brahe zag de "nieuwe ster" op 11 november en hij bemerkte dat de ster helderder was dan alle andere sterren aan de hemel inclusief Sirius en zelfs helderder dan Jupiter. De maximale helderheid van de supernova lag dicht bij die van Venus, rond de magnitude -4 en hij was twee weken lang overdag te zien met het blote oog.
Eind november begon de helderheid van de ster af te nemen en veranderde ook de kleur langzaam van wit naar oranje-rood. De afname van de helderheid zette gestaag door maar het zou tot maart 1574 duren voordat hij niet meer met het blote oog was waar te nemen. In totaal kon de ster zo'n 16 maanden geobserveerd worden.
In 1573 schreef Tycho een boek, De Stella Nova, over de "Nieuwe Ster". Zijn nauwkeurige waarnemingen doen vermoeden dat SN 1572 een type Ia supernova was, een supernova die ontstaat doordat er massa van een hoofdreeksster door getijdenkrachten overgaat op een witte dwerg waarna er nadat er een kritische massa is bereikt een supernova optreedt.

## Moderne waarnemingen
Pas in de jaren 60 van de twintigste eeuw werd de supernovarest van SN 1572 ontdekt als een zeer zwakke nevel en werden met behulp van radiotelescopen ook de radiogolven die door deze gaswolken worden uitgezonden ontdekt. De bron van radiogolven staat bekend als 3C 10 terwijl de nevel aangeduid wordt als G 120.1+1.4, volgens Greens catalogus van galactische supernovarestanten.
De nevel dijt uit met een snelheid van ongeveer 10.000 km/s en heeft thans een schijnbare diameter van 3',7 wat op de geschatte afstand van 8000 tot 10.000 lichtjaar overeenkomt met een werkelijk diameter van zo'n 24 lichtjaar.
In 2003 verrichtte het Chandra X-Ray Observatory waarnemingen van het gebied rond SN 1572. Opnamen gemaakt met deze ruimtetelescoop laten een bel van gassen zien (rood-groen op bovenstaande foto) die een temperatuur van enkele miljoenen graden heeft en die uitdijt met een snelheid van bijna 10 miljoen km/uur. Ook is er een schil te zien (blauw op de foto) die bestaat uit zeer energierijke elektronen.